# Clairon
Clairon (französisch [klɛˈrɔ̃]) auch claron, clarin, englisch clarion, von lateinisch clarus ‚hell, laut‘, teilweise synonym verwendet mit englisch bugle, italienisch corno da segnale und spanisch corneta, bezeichnet in mittelalterlichen Texten unterschiedliche Signalhörner, die instrumentenkundlich zu den Naturtrompeten und häufig zur Gruppe der Bügelhörner gehören.

## Herkunft
Aus England sind Abbildungen von gewundenen Trompeten ab dem 14. Jahrhundert bekannt. Bezeichnungen wie claro für Trompeten sind in England seit dem 13. Jahrhundert überliefert. Erstmals 1347 wurden „Clarion-Spieler“ unter den Trompetenbläsern am englischen Hof erwähnt. In mehreren höfischen und städtischen Chroniken des 14./15. Jahrhunderts erscheinen Trompetenbläser. Als die Herzogin von Burgund 1393 die Stadt Ypres besuchte, wurde „zum Klang der Trompeten getanzt“ und beim Vertrag von Arras 1435 ertönten „sechs trompettes und clarions sehr melodisch“.
Johann Gottfried Walthers Musicalisches Lexicon von 1732 berichtet unter dem Lemma „Clairon“ von einem ὀξυφωνότερος ἀυλὸς bereits bei den Griechen und Clarions bzw. Clariwn bei den „alten Britten“. Der böhmische Komponist Jakub Jan Ryba verwendete das Clairon noch 1796 in seiner Böhmischen Weihnachtsmesse.
Das französische Clairon bezeichnete später eine enge und hellklingende Signaltrompete beim Militär, die keine Ventile oder andere Mechanismen zur Beeinflussung des Tones besaß. Dadurch können nur Naturtöne gespielt werden. 
Im 18. Jahrhundert wurde die gewundene Trompete in den osmanischen Militärkapellen (mehterhâne) unter dem Namen boru übernommen.
Das heutige Clairon wurde 1822 in Frankreich durch den Hersteller Antoine Courtois erfunden. Zuerst ein Signalinstrument der Infanterie, wurde es 1831 durch die Militärmusiker übernommen.

## Orgelregister
Der Name Clairon bezeichnet auch ein Orgelregister, das seit 1554 im nordfranzösisch-südbelgischen Raum nachweisbar ist. Zu Beginn des 18. Jahrhunderts erfuhr es durch Andreas Silbermann im Elsass und seinen Bruder Gottfried Silbermann in Mitteldeutschland Verbreitung. Im Verlauf des 18. Jahrhunderts führten Balthasar König und Johann Michael Stumm das Clairon im Rheinland und Karl Joseph Riepp in Süddeutschland ein. Hingegen wurde das Register in der deutschsprachigen Schweiz, im habsburgischen Raum, in Osteuropa, Skandinavien und Norddeutschland nur vereinzelt ausgeführt. Dieses Lingualregister hat konische, nach oben erweiterte Becher; die Bauform entspricht der Trompete in 4′-Lage. In England und Italien begegnet es ab dem 19. Jahrhundert auch in 8′-Lage.

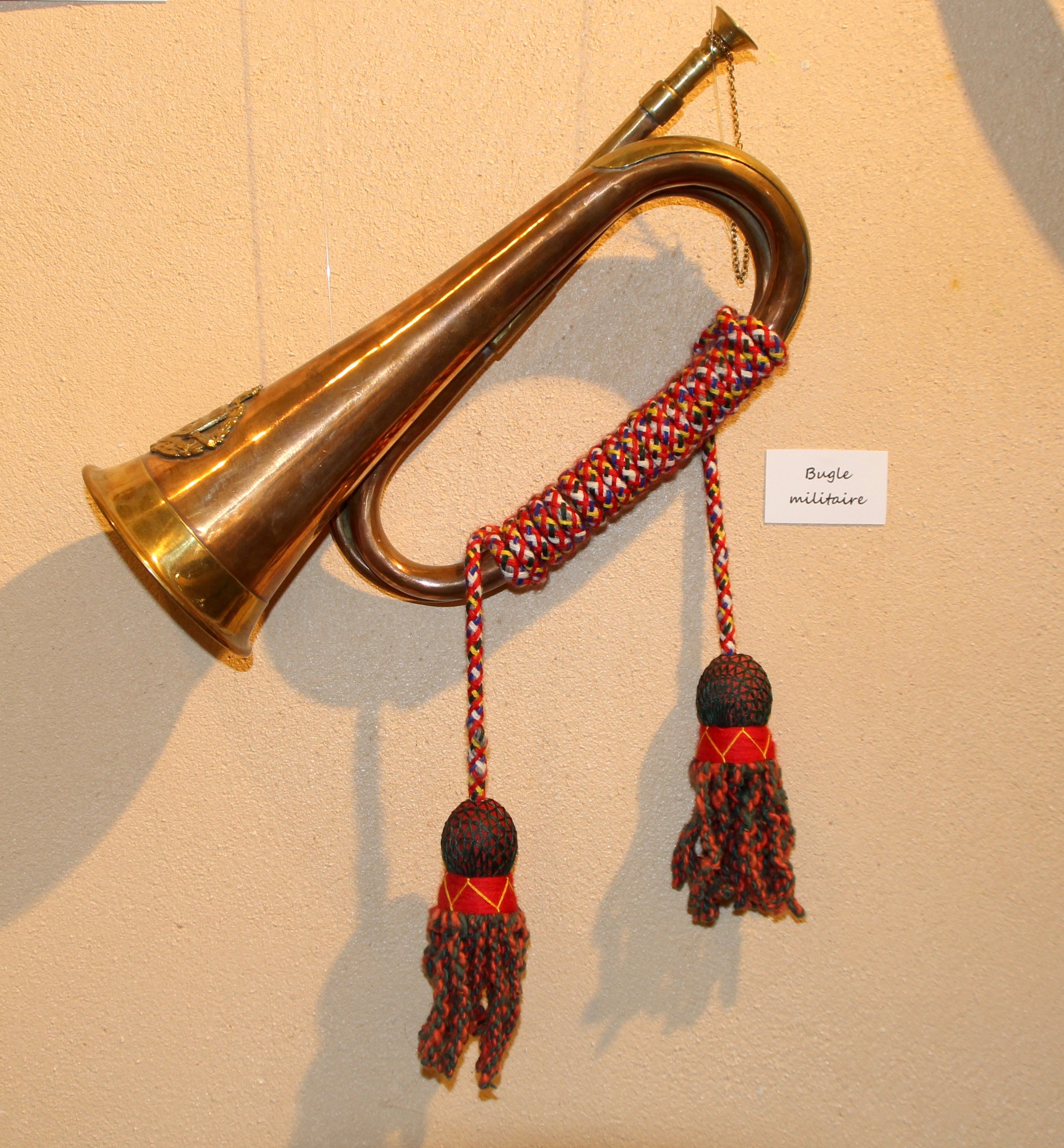
Militärtrompete
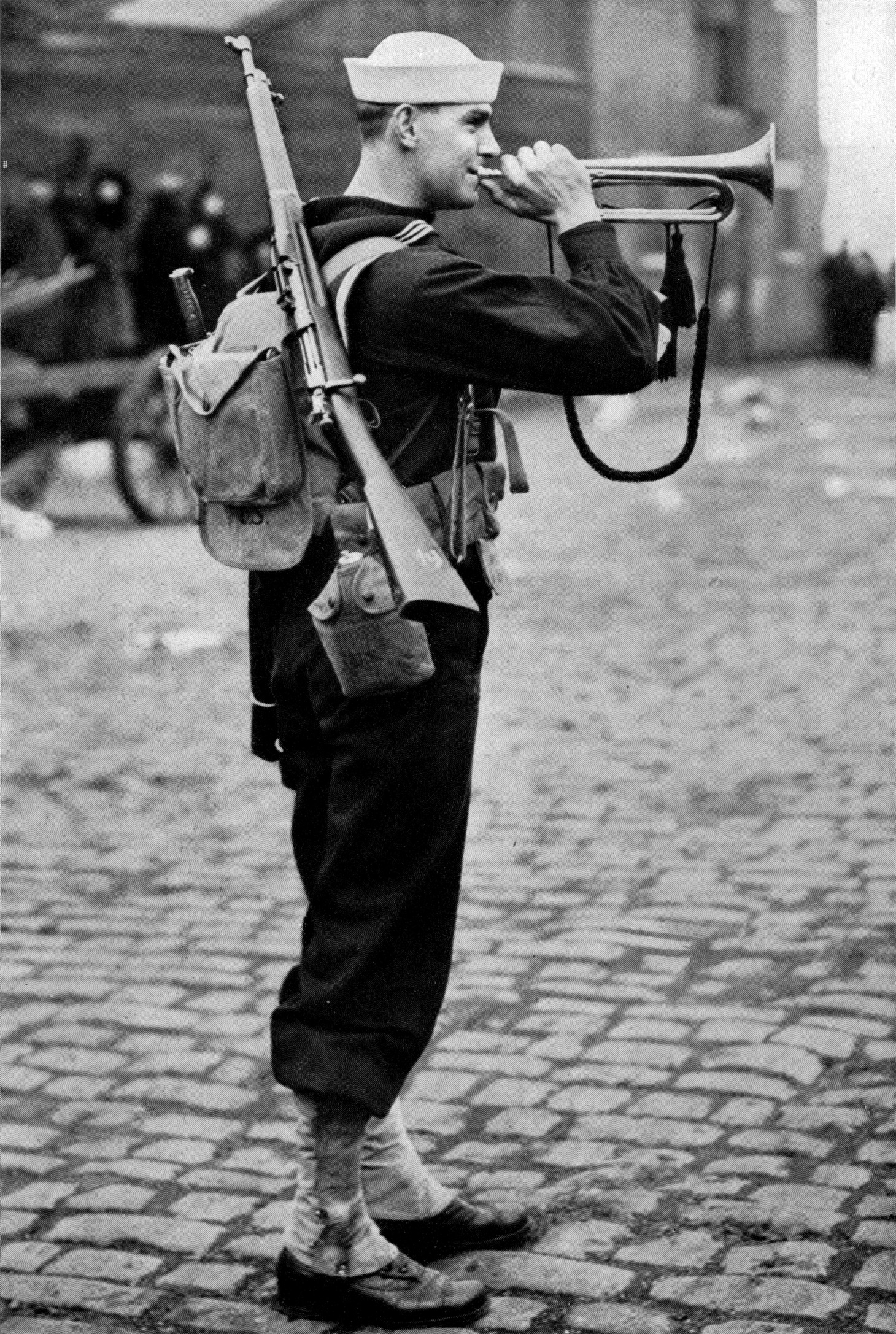
Bugle-Spieler der US Navy (1917)
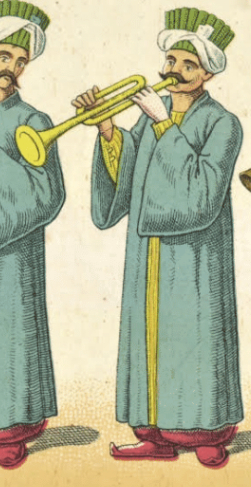
Boru-Spieler in einer osmanischen Militärkapelle, 1907